# Big Bang 2 (album)
A Big Bang 2 a dél-koreai Big Bang együttes harmadik japán nagylemeze, melyet 2011. május 11-én adott ki a Universal Music Japan. A lemez első helyet ért el az Oricon heti listáján, és összesen mintegy 100 000 darabot adtak el belőle, amivel aranylemez lett Japánban.

## Számlista
| 1.    | Intro (Thank You & You)                             | G-Dragon                               | G-Dragon, Choice37                                                 | Choice37                                                 | 1:36 |
| 2.    | Tonight (japán nyelven)                             | G-Dragon, T.O.P.                       | G-Dragon, e.knock                                                  | Cshö Philgang (Choi Pil Kang)                            | 3:40 |
| 3.    | Somebody to Luv (A Somebody to Love japán verziója) | G-Dragon, T.O.P                        | G-Dragon, Ham Szungcshon, Kang Okkin (Ham Seung-chun, Kang Ok Gin) | Ham Szungcshon, Kang Okkin (Ham Seung-chun, Kang Ok Gin) | 3:32 |
| 4.    | Beautiful Hangover                                  | G-Dragon, SHIKATA, iNoZzi, Perry Borja | Nadir Benkahla, Saeed Molavi, Perry                                |                                                          | 3:46 |
| 5.    | Ora Yeah! (オラ Yeah!)                              | Fudzsibajasi Sóko                      | Jimmy Thornfeldt, Mohombi Moupondo                                 | Jimmy Thornfeldt, Mohombi Moupondo                       | 3:05 |
| 6.    | Tell Me Goodbye                                     | Fudzsibajasi Sóko, Perry               | Jimmy Thornfeldt, Mohombi Moupondo                                 | Jimmy Thornfeldt, Mohombi Moupondo                       | 4:07 |
| 7.    | Koe vo kikaszete (声をきかせて)                     | Jamamoto Narumi, Robin                 | Teddy                                                              | Teddy                                                    | 4:16 |
| 8.    | Ms. Liar (A Stupid Liar japán verziója)             | G-Dragon, T.O.P                        | G-Dragon, Cshö Philgang (Choi Pil Kang)                            | Cshö Philgang (Choi Pil Kang), Dee.P                     | 3:53 |
| 9.    | Hands Up                                            | G-Dragon, T.O.P                        | G-Dragon, e.knock                                                  | Kush                                                     | 3:59 |
| 10.   | Love Song                                           | G-Dragon, Teddy, T.O.P                 | Teddy, G-Dragon                                                    | Szo Vondzsin (Seo Won Jin)                               | 3:44 |
| 35:32 |                                                     |                                        |                                                                    |                                                          |      |